# Semiti
Semiti je bivši termin za skupno ime narodâ koji bi trebali biti potomci biblijskog Šema, brata Hamova i Jafetova, a time i prvi srodnici Hamitskih naroda ili Hamita.
U povijesna vremena cijela zapadna Azija, osim poluotoka Male Azije bila je nastanjena semitskim plemenima, koja se dijele na 4 grane: babilonsko-asirski Semiti (istočni Semiti); kanaanski Semiti (zapadni Semiti); Aramejci (sjeverni Semiti) i arapski Semiti (južni Semiti ili Arapi).
Veliki planinski lanac što počinje na Siro-cilicijskoj granici i tada zaokreće prema jugozapadu do Perzijskog zaljeva, dijeli na sjeveru i istoku teritorij Semita od drugih naroda zapadne Azije. Tu je uključena sirijsko-arapska ravnica sa zemljama što se prostiru prema istoku i zapadu, i Arapskom poluotoku na jugu. Nizine na istoku koje pripadaju prostranim dolinama Eufrata i Tigrisa, dom su starih civilizacija Mezopotamije, odnosno istočnih Semita. Na zapadu se prostiru zemlje Aramejaca, a na obalnim područjima Libanona i Palestine zemlje Kanaanaca. Prema istoku do Arabije i Sinajskog poluotoka prostiru se zemlje južnih Semita, predaka današnjih Arapa.
Jezikoslovci danas Semite dijele na tri skupine: istočna s akadskim jezikom u današnjem Iraku koji je 2000 pr. Kr. imao dva dijalekta, babilonski i asirski; sjeverozapadna ili zapadna s jezicima starih Amorićana, Ugarita, Kanaanaca i Aramejaca. Amorićani su poznati od prve polovice 2. tisućljeća pr. Kr., kad su još bili nomadi. Jugozapadna ili južna skupina obuhvaća jezike Arapa i Amhara; ovi posljednji su iz Etiopije.
Glavne grupe današnjih semitskih naroda su:  Asirci, Amhari, Arapi, Maltežani i Židovi.

## Vanjske poveznice
- Semites